# Edward Sobeski
Edward Tomasz Wincenty Sobeski, ps. „Bończa” (ur. 17 maja 1912 w Krakowie, zm. 6 września 1944 w Warszawie) – rotmistrz Armii Krajowej, dowódca batalionu „Bończa” w powstaniu warszawskim.

## Życiorys
Urodził się 17 maja 1912 w Krakowie, w rodzinie Michała, profesora Uniwersytetu Poznańskiego . W 1915 wraz z rodziną przeniósł się do Poznania. Absolwent Szkoły Podchorążych Kawalerii w Grudziądzu. Na stopień podporucznika został mianowany ze starszeństwem z 15 października 1935 i 99. lokatą, a na stopień porucznika ze starszeństwem z 19 marca 1939 i 92. lokatą w korpusie oficerów kawalerii. W marcu 1939 pełnił służbę w 7 pułku strzelców konnych w Biedrusku na stanowisku dowódcy plutonu w 2. szwadronie. W sierpniu 1939 został przydzielony do Ośrodka Zapasowego Kawalerii „Biedrusko” w Kraśniku. Walczył pod Biłgorajem, a po rozformowaniu jednostki przedostał się do Warszawy, gdzie podjął działalność konspiracyjną w Służbie Zwycięstwu Polski.
Od listopada 1939 rozpoczął formowanie oddziału, który stanowił główny trzon pułku w konspiracji w ramach „Korpusu Zachodniego”, formacji tworzonej od 1941 przez Armię Krajową z przesiedlonych mieszkańców Wielkopolski i Pomorza. Pełnił funkcję zastępcy dowódcy Zgrupowania Kawalerii Obszaru Zachodniego AK i 7 psk. Jednocześnie pełnił funkcję dowódcy I Zgrupowania Rejonu I Obwodu Śródmieście AK. Zgrupowanie przekształciło się w batalion „Bończa” w Zgrupowaniu „Róg”. 24 sierpnia został mianowany rotmistrzem . Walczył na Starówce, gdzie 27 sierpnia został ranny, zaś od 3 września po przejściu kanałami, na Powiślu. Poległ, zastrzelony przez snajpera 6 września 1944 przy barykadzie u zbiegu ulic Chmielnej i Nowego Światu. Prowizorycznie pochowany przy ul. Chmielnej 32/34, miejsce ostatecznego pochówku nie zostało ustalone.

## Ordery i odznaczenia
- Krzyż Srebrny Orderu Virtuti Militari[4][5][a]
- Krzyż Walecznych dwukrotnie[1] [8]